# ایمبراکو
ایمبراکو (انگلیسی: Embraco) شرکت لوازم خانگی برزیلی است، که در سال ۱۹۷۱ تأسیس شد.